# Северное (Тайыншинский район)
Северное (каз. Северное) — село в Тайыншинском районе Северо-Казахстанской области Казахстана. Село входит в состав Большеизюмовского сельского округа. Код КАТО — 596037800.

## Население
В 1999 году население села составляло 152 человека (76 мужчин и 76 женщин). По данным переписи 2009 года, в селе проживало 96 человек (48 мужчин и 48 женщин).